# Bouzin
Bouzin település Franciaországban, Haute-Garonne megyében. Lakosainak száma 81 fő (2022. január 1.). Bouzin Aurignac, Auzas és Cazeneuve-Montaut községekkel határos.

## Népesség
A település népességének változása:
| Lakosok száma | 70   | 60   | 54   | 83   | 90   | 96   | 96   | 88   | 86   | 81   |
|               | 1968 | 1982 | 1990 | 2006 | 2013 | 2015 | 2017 | 2019 | 2020 | 2022 |